# Point d'appui du Lauzarouotte
Le point d'appui du Lauzarouotte est une petite position fortifiée qui faisait partie en 1940 du secteur fortifié du Dauphiné (ligne Maginot des Alpes).

## Situation
Le point d'appui du Lauzarouotte est situé dans le Nord du département des Alpes-Maritimes, près de Saint-Dalmas-le-Selvage et à 4 km au sud-sud-ouest du hameau de Bousiéyas, par le sentier de grande randonnée GR 5/ GR 56.

Il occupe un carrefour stratégique d'itinéraires autrefois empruntés par des routes militaires et conduisant :
- à l'ouest, vers le col de Colombart, le col de la Moutière, le hameau de Bayasse (Alpes-de-Haute-Provence) et, au-delà, la vallée du Bachelard et Barcelonnette.
- au sud, vers le col de la Colombière, le point d'appui de Las Planas et l'avant-poste de Saint-Dalmas-le-Selvage.

Il est dominé par l'éperon rocheux dénommé rocher du Prêtre (2 334 m) et domine lui-même la vallée de la Tinée et le vallon de l'Issias.

## Mission
La mission du point d'appui de Lauzarouotte était d'empêcher toute infiltration entre l'avant-poste du Pra et celui de Saint-Dalmas-le-Selvage afin d'interdire l'itinéraire conduisant au PC du Col-de-Colombart. Il empêchait aussi de prendre à revers le point d'appui de Las Planas par l'ouest.
Avec l'avant-poste du Pra et le point d'appui de Las Planas, il se situait à l'extrémité est du dispositif fortifié français, à 5 700 m en ligne directe seulement du col frontalier du Fer d'où pouvait aisément déboucher l'ennemi.

## Construction
La position du Lauzarouotte a été construite dans l'urgence par les unités du secteur (main-d'œuvre militaire) après la déclaration des hostilités et pendant la drôle de guerre ; ses aménagements sont d'ailleurs très modestes et n'ont pas été achevés.

En effet, le site du Lauzarouotte ne faisait pas partie des avant-postes dont la construction avait été décidée en urgence en 1927 par le gouvernement sur la ligne fixée auparavant par la XVe Région Militaire. Il n'avait pas non plus été retenu en 1929 par la CORF qui plaçait la ligne principale de résistance très en arrière de la frontière, au niveau du col de la Moutière et du col de Restefond.

## Composition
Le point d'appui ne comprend qu'un abri alpin (abri Adrian), une dizaine de postes de combat individuels et deux blocs bétonnés pour arme automatique appelés « pilules briançonnaises » par les alpins, en raison de la forme circulaire de la dalle de couverture et de sa spécificité à la chefferie du génie de Briançon, bien qu'on en trouve un peu partout sur la frontière italienne.

Le point d'appui était organisé de la façon suivante :
- au sud, et face à l'Est, dominant le vallon de l'Issias, une pilule briançonnaise ;
- au Nord de la pilule et en retrait par rapport à la crête, environ six postes de combat individuels ;
- entre ces postes de combats, et en surplomb du vallon de l'Issias, la deuxième pilule briançonnaise.

La position est complétée par un abri alpin situé au Nord du dispositif. Protégé par quatre ou cinq trous individuels de combat, il n'a pas été achevé. Seul le bloc d'entrée en béton a été coulé et les tôles cintrées (tôles métro) formant l'abri ont été posées mais non recouvertes.
Le point d'appui était desservi depuis Boussiéyas par une large piste militaire qui conduisait également à l'avant-poste de Las Planas et au PC du Col de Colombart. Cette piste a été achevée jusqu'au col de la Colombière, avant Las Planas, mais elle n'a pas été poursuivie jusqu'au Col de Colombart ; elle s'arrête à peu près au niveau du ravin du jas des Mélèzes.

Un téléphérique entre Boussiéyas et le rocher du Prêtre permettait de ravitailler plus aisément le poste en période hivernale.

L'effectif du poste était complété en période estivale par des renforts qui logeaient sous des tentes marabout circulaires installées près de l'actuel chemin de randonnée, juste avant l'avant-poste lui-même ; on peut d'ailleurs toujours voir les cercles de pierre marquant l'emplacement des tentes.

## Les combats
Il ne semble pas que ce point d'appui ait été amené à intervenir, ni en juin 1940, ni en septembre 1945 ; il n’y a du moins aucune référence à des combats le concernant dans les sources d’informations consultées.

## État actuel
Le point d'appui du Lauzarouotte est aujourd'hui totalement abandonné. La pilule centrale est pratiquement comblée et celle située au sud du dispositif a été déstabilisée lors de la construction de la cabane de berger.

## Sources
- Henri Beraud, La Seconde Guerre Mondiale dans les Hautes-Alpes et l'Ubaye., Gap, Societe d'etudes des Hautes-Alpes, 1990, 238 p. (ISBN 978-2-856-27011-0 et 978-2-856-27011-0, OCLC 145022645).
- Philippe Lachal, Fortifications des Alpes, leur rôle dans les combats de 1939-1945, Ubaye-Ubayette-Restefond, Éditions du Fournel, 2006.
- Général Étienne Plan et Eric Lefevre, La bataille des Alpes, 10-25 juin 1940, Charles Lavauzelle, 1982.
- Claude Raybaud, Fortifications de l'époque moderne dans les Alpes-Maritimes, Serre éditeur, 1992.